# Баскетбольна арена (Лондон)
Баскетбольна арена (англ. Basketball Arena) — споруда літніх Олімпійських ігор 2012 у Лондоні. Змагання пройдуть з 28 липня по 6 серпня 2012 року.
Будівництво розпочалось у жовтні 2009 року. Завершилось будівництво у червні 2012 року. Місткість арени становить 12 000 місць. Арена прийме змагання чоловіків та жінок на груповому етапі. Також арена прийме півфінали та фінали змагання чоловіків та жінок з гандболу.
На літніх Паралімпійськіх іграх Арена прийме змагання з баскетболу та регбі на інвалідних візках.